# Arsenal Stadium
El Arsenal Stadium, popularmente conocido como Highbury, fue un estadio de fútbol ubicado en el distrito londinense de Highbury. Fue la sede del Arsenal F. C. entre el 6 de septiembre de 1913 y el 7 de mayo de 2006. Fue diseñado por Archibald Leitch, autor de los estadios de Anfield del Liverpool F. C., Old Trafford del  Manchester United F. C., Celtic Park del Celtic de Glasgow e Ibrox Stadium del  Glasgow Rangers entre otros.
En 2006 se clausuró definitivamente el estadio al trasladarse al nuevo estadio, el Emirates Stadium, con el doble de capacidad y ubicado a menos de medio kilómetro de distancia. En su emplazamiento se construyó Highbury Square, una serie de apartamentos de lujo en lo que eran las gradas. Además, se respetó la fachada exterior del estadio y el césped se transformó en una plaza verde.